# Карло Гонзага (пояснение)
Карло Гонзага може да се отнася до:
- Карло Гонзага (1415? – 1456), син на Джанфранческо I Гонзага
- Карло Гонзага (? – 1484), син на Франческо I Гонзага-Новелара
- Карло Гонзага (1523 – 1555), син на Пиро Гонзага
- Карло Гонзага (1551 – 1614), маркиз на Весковато
- Карло I Гонзага-Невер (1580 – 1637), 8-и херцог на Мантуа и Монферат
- Карло Гонзага (1597 – 1636), религиозно лице
- Карло Гонзага (1602 – 1670), син на Феранте II Гонзага
- Карло III Гонзага-Невер (1629 – 1665), 9-и херцог на Мантуа и Монферат
- Карло II Гонзага-Невер (1609 – 1631), син на Карл I от Гонзага-Невер
- Карло Гонзага (1616 – 1680), син на Кристиерно Гонзага, маркиз на Солферино
- Карло Гонзага (1618 – 1685), маркиз на Весковато от 1635 до 1695 г.
- Карло Гонзага (1682 – 1704), син на Фердинандо II Гонзага, принц на Кастильоне
- Карло Гонзага (1692 – 1771), извънбрачен син на Фердинандо Карло Гонзага-Невер, последният херцог на Мантуа